# Josep Reig
Josep Reig (Peratallada, 1595 - Barcelona, 1674) fou mestre de capella de Santa Maria del Mar a Barcelona des de 1618 fins a la seva mort.
Epígon de Joan Pau Pujol, és un dels principals compositors que clouen el que s'ha convingut a anomenar la primera etapa del Barroc musical a Catalunya caracteritzada per l'eclosió de la policoralitat com a fenomen genuïnament barroc i que n’assenta les bases amb la presència inicial dels seus trets més definitoris: ús indistint del contrapunt imitatiu i l’homofonia; recurs a procediments retòrics; jocs de contrastos en la densitat, concertat policoral i presència del baix continu.

Durant el segle xvii, fou un dels mestres que va romandre durant més anys en un mateix magisteri. El 1613 és acomiadat de l'escolania de la catedral de Barcelona, on deuria haver rebut els ensenyaments de Joan Pau Pujol (1573-1626) i del seu antecessor Jaume Àngel Tàpies (?-1612), per haver mudat la veu. El 16 de setembre del 1618, amb vint-i-tres anys, es va presentar a les oposicions de mestre de capella de Santa Maria del Mar i guanyà la plaça. El 1626 amb motiu del traspàs de Joan Pujol va ser un dels obtentors de la subhasta dels seus béns. El 20 maig del 1655 va ser nomenat mestre de capella de Santa Maria del Mar ad vitam i el 13 de gener de 1656 li fou confirmada dita perpetuació arran de la visita pastoral que efectuà el canonge i ardiaca Sans. El 2 de març de 1667: se celebrà un consell en què es tractà sobre la jubilació de Reig. El 24 de maig del 1669 sol·licità que el substituís el seu ajudant Miquel Rosquelles, després de més de 50 anys de magisteri. El 22 de març de 1673 es deliberà i aprovà donar la successió en el càrrec de mestre de capella a Miquel Rosquelles un cop Reig hagués traspassat. El 23 de febrer de 1674 es concedí permís per cantar a cant d'orgue en l'enterrament del mestre de capella.
Els manuscrits de les seves obres es conservaven a Santa Maria del Mar però es varen cremar durant la guerra, per fortuna Higini Anglès els havia fotografiat perquè estaven junt amb obres de Joan Pau Pujol, de qui havia començat la publicació de l'Opera omnia. Eren 9 llibretes, una per a cada veu, enquadernades en pergamí, i contenien 26 motets de Reig i 17 de Pujol, també unes vespres de difunts de Jaume Casellas. El quadern de la part d'acompanyament continu es va localitzar incòlume al CEDOC. El fet que en el recull hi figurin principalment motets de Reig i Pujol potser ens indica els lligams que haurien pogut existir entre ells dos.
S'ha trobat una Absolta per a 8 veus i acompanyament al CdMar (Fons de l'Església parroquial de Sant Pere i Sant Pau de Canet de Mar).